# Curtara griseola
Curtara griseola är en insektsart som beskrevs av Henry Fairfield Osborn 1938. Curtara griseola ingår i släktet Curtara och familjen dvärgstritar. Inga underarter finns listade i Catalogue of Life.